# 訊智海國際
訊智海國際控股有限公司，英語：，港交所：8051），簡稱訊智海國際控股、訊智海國際，是一家香港上市电子及資訊科技公司。

## 历史
於1994年由香港城市大學一群校友及陳作基教授（前董事會主席及總裁）、陳祥發博士、馬志傑博士及何家豪共同創立，名為「千里眼科技有限公司」。現時業務在全球經營生產及銷售圖像及語音技術所研製的創新產品。股份則以招股價為0.6港元，發行新股為5000萬股，集資額為3000萬港元，於2001年5月8日於香港交易所創業板上市。
2016年4月，全球最大的合約電子生產商鴻海科技集團以2.4億港元購入千里眼控股50.07%股權。「千里眼科技有限公司」為訊智海國際控股有限公司（前稱為千里眼控股有限公司) 在香港的全資附屬公司，訊智海國際控股有限公司為鴻海科技集團的附屬公司。

## 上市編號
公司在香港交易所創業板上市編號「8051」，與「英特爾8051」單晶片微控制器擁有相同代號。

## 外部連結
- TeleEye.com（英文）
- 訊智海國際（繁體中文）